# Simon Travaglia
Simon Travaglia és conegut per ser l'autor d'històries del Bastard Operator from Hell (Maleït Operador de l'Infern), sobre un irascible administrador de sistemes. Actualment treballa com gestor d'informació per a Innovation Waikato, a Hamilton, Nova Zelanda.

## Llibres
- The Bastard Operator From Hell (Plan Nine, ISBN 1-929462-17-4)
- Bastard Operator From Hell II: Son of the Bastard (Plan Nine, ISBN 1-929462-40-9)
- Bride of the Bastard Operator From Hell (Plan Nine, ISBN 1-929462-48-4)
- Dummy Mode Is Forever (Plan Nine, ISBN 1-929462-63-8)
- Dial "B" For Bastard (Plan Nine, ISBN 1-929462-94-8)
- Bastardopolis (no publicat encara)